# Eumolpíneos
Os Eumolpíneos (Eumolpinae) são uma subfamília dos besouros das folhas, ou Chrysomelidae. É uma das maiores subfamílias de besouros das folhas, incluindo mais de 500 gêneros e 7.000 espécies. Eles são ovais e convexos na forma e medem até 10 mm de tamanho. A coloração típica desta subfamília de besouros varia do amarelo brilhante ao vermelho escuro. Muitas espécies são iridescentes ou brilhantes de azul metálico ou verde na aparência.

## Descrição
Eumolpinae podem ser reconhecidos à primeira vista por seus tóraxes arredondados, mais ou menos esféricos ou em forma de sino, mas sempre significativamente mais estreitos do que o mesotórax quando coberto pelo élitro. As características adicionais incluem uma pequena cabeça inserida profundamente no tórax e, geralmente, pernas bem desenvolvidas.
Eles geralmente se assemelham a outros Chrysomelidae, mas diferem por terem as coxas anteriores arredondadas e o terceiro segmento tarsal bilobado abaixo. Muitos são metálicos ou amarelos e manchados. O besouro dogbane ( Chrysochus auratus ), por exemplo, é muito atraente - iridescente azul-esverdeado com um tom acobreado, mede 8–10 mm, e é encontrado em Apocynaceae e Asclepias. Alguns, como os membros do gênero Macrocoma, são excepcionalmente setáceos e com mandíbulas excepcionalmente proeminentes para membros da família Chrysomelidae.

## Distribuição
Os Eumolpinae são distribuídos em todo o mundo. Eles são numerosos nos trópicos e subtrópicos, particularmente na América do Sul, África tropical, Austrália, Nova Guiné, Fiji e Nova Caledónia, mas são progressivamente menos comuns ao norte. Eles têm uma grande riqueza de espécies na Nova Caledónia.

## Galeria

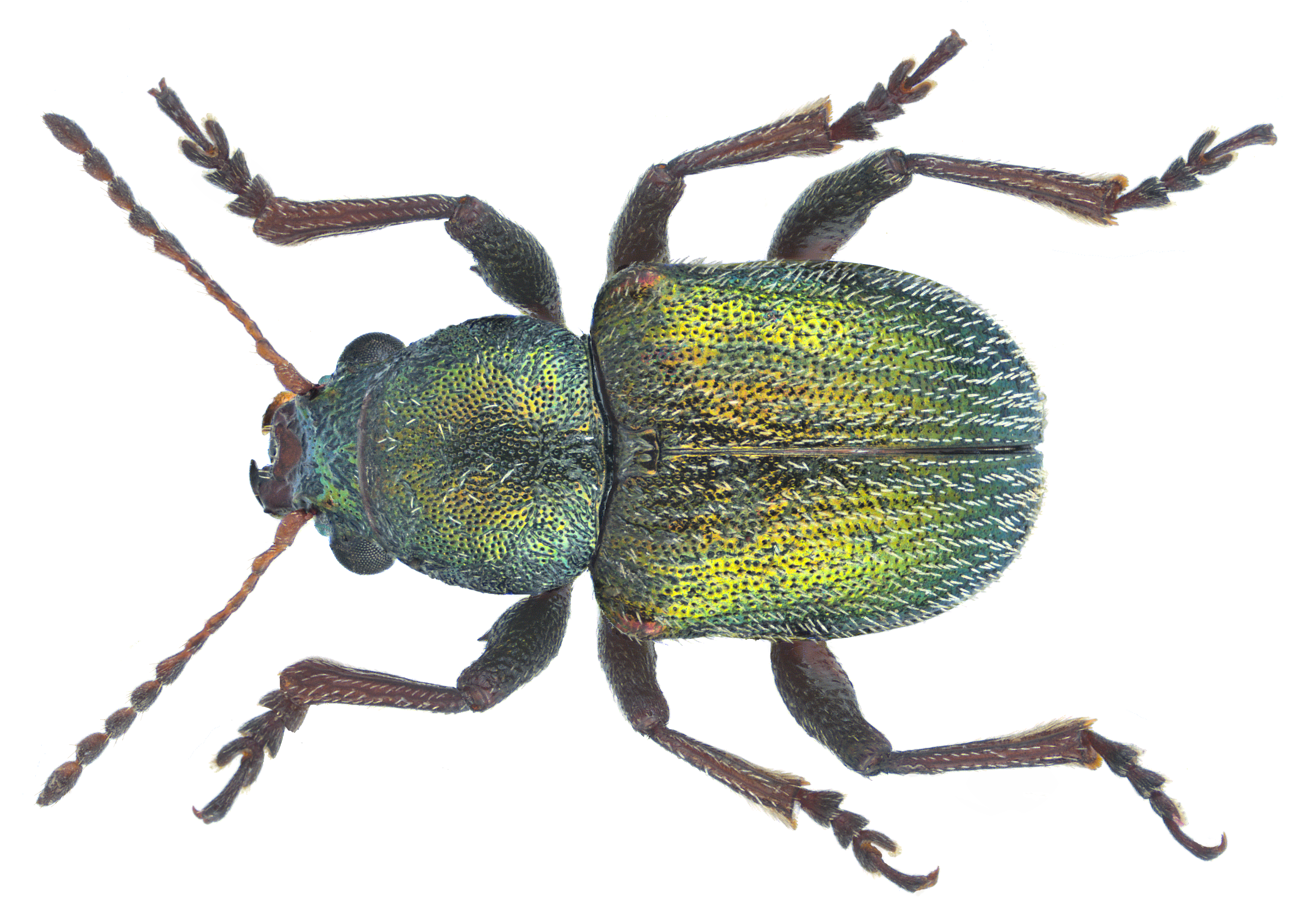
Macrocoma rubripes, uma espécie setácea
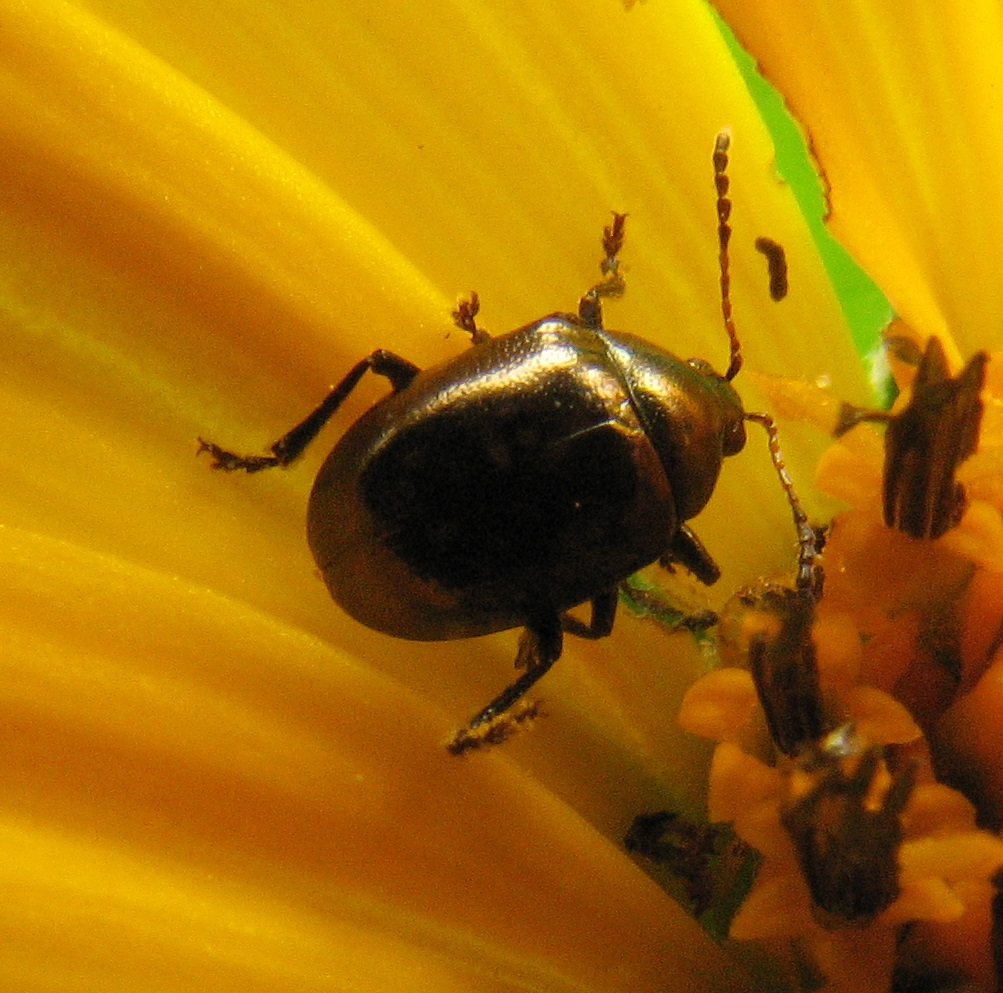
Brachypnoea sp.
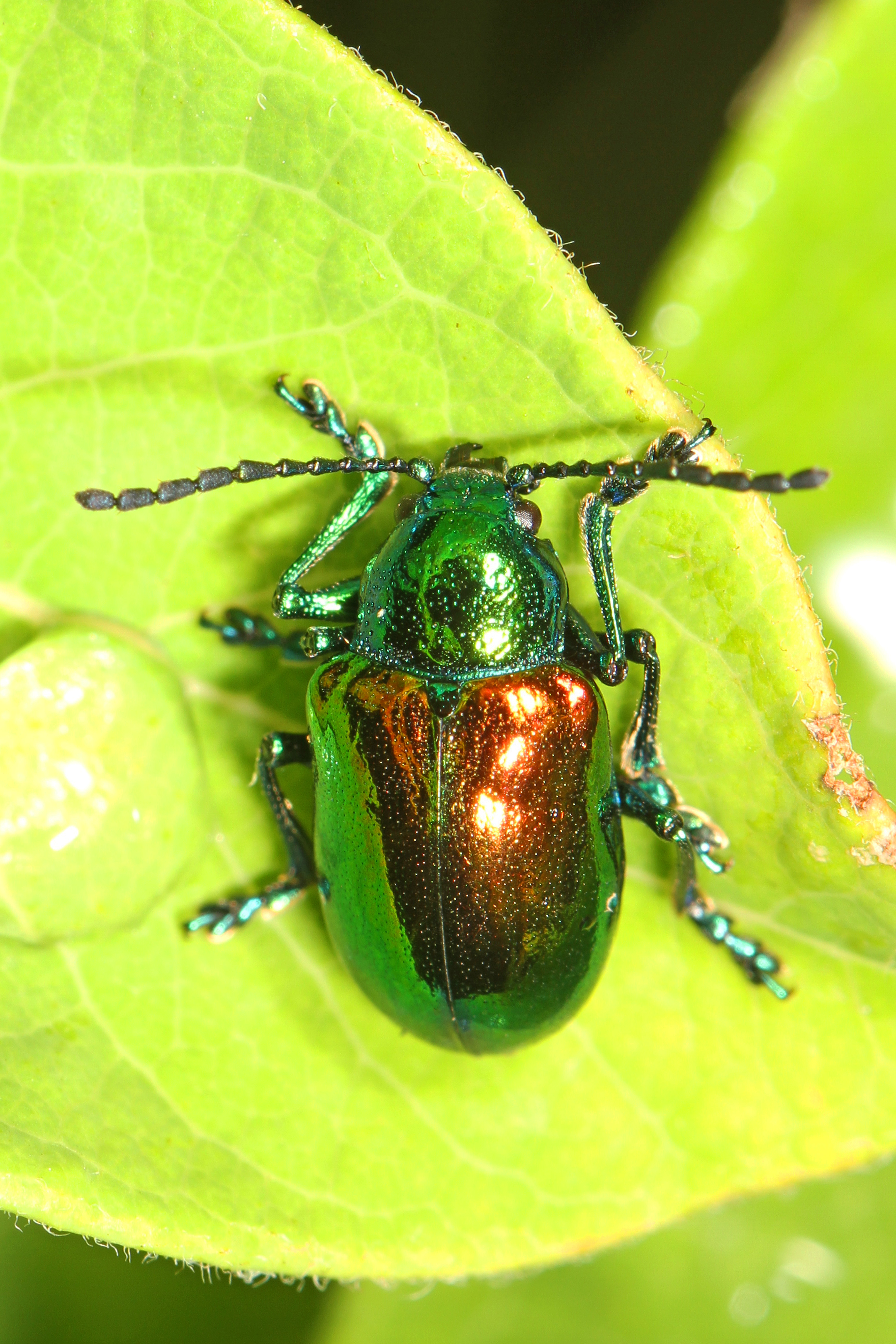
Besouro Dogbane - Chrysochus auratus

## Tribos
O número de tribos na subfamília varia de acordo com o autor. De acordo com uma classificação de 2011, por exemplo, existem 12 tribos:
- Bromiini Baly, 1865 (1863) - também conhecido como "Adoxini" em algumas classificações; alguns autores dividem isso em tribos adicionais, como "Myochroini" e "Scelodontini".
- Caryonodini Bechyné, 1951 - contém apenas Caryonoda.
- Cubispini Monrós, 1954 - contém apenas Cubispa e Lobispa ; alguns autores excluem essa tribo de Eumolpinae e a mantêm dentro de Cassidinae.
- Eumolpini Hope, 1840 - também conhecido como "Colaspoidini" em algumas classificações; alguns autores dividem isso em tribos adicionais, como "Iphimeini" e "Endocephalini".
- Euryopini Chapuis, 1874 - também conhecido como "Colasposomini" em algumas classificações.
- Habrophorini Bechyné & Špringlová de Bechyné, 1969 - contém apenas Habrophora e Psathyrocerus.
- Hemydacnini Bechyné, 1951 - contém apenas Hemydacne e Colasita.
- Megascelidini Chapuis, 1874 - contém apenas Megascelis e Mariamela ; anteriormente considerada uma subfamília separada.
- Merodini Chapuis, 1874 - contém apenas Meroda.
- Pygomolpini Bechyné, 1949 - contém apenas Pygomolpus.
- Rosiroiini Bechyné, 1950 - contém apenas Rosiroia.
- Typophorini Baly, 1865 - também conhecido como "Nodinini" em algumas classificações; alguns autores dividem isso em tribos adicionais, como "Metachromini".

A tribo Eupalini foi proposta em 2005 para o gênero Eupales (também conhecido como Floricola ). No entanto, o nome "Eupalini" não foi explicitamente indicado como novo, por isso é atualmente considerado um nome indisponível de acordo com o ICZN.
A subfamília Spilopyrinae era anteriormente considerada uma tribo de Eumolpinae, enquanto recentemente a subfamília Synetinae às vezes foi agrupada dentro de Eumolpinae.